# Thorigné-en-Charnie
Thorigné-en-Charnie és un municipi francès situat al departament de Mayenne i a la regió de País del Loira. L'any 2007 tenia 168 habitants.

## Demografia

### Població
El 2007 la població de fet de Thorigné-en-Charnie era de 168 persones. Hi havia 66 famílies de les quals 15 eren unipersonals (11 homes vivint sols i 4 dones vivint soles), 29 parelles sense fills i 22 parelles amb fills.
La població ha evolucionat segons el següent gràfic:
Habitants censats

### Habitatges
El 2007 hi havia 91 habitatges, 66 eren l'habitatge principal de la família, 12 eren segones residències i 13 estaven desocupats. Tots els 90 habitatges eren cases. Dels 66 habitatges principals, 48 estaven ocupats pels seus propietaris i 18 estaven llogats i ocupats pels llogaters; 2 tenien dues cambres, 11 en tenien tres, 17 en tenien quatre i 37 en tenien cinc o més. 41 habitatges disposaven pel capbaix d'una plaça de pàrquing. A 29 habitatges hi havia un automòbil i a 33 n'hi havia dos o més.

### Piràmide de població
La piràmide de població per edats i sexe el 2009 era:
| Homes | Edats   | Dones |
| ----- | ------- | ----- |
| 0     | 95 o +  | 0     |
| 0     | 90 a 94 | 0     |
| 4     | 85 a 89 | 4     |
| 0     | 80 a 84 | 4     |
| 0     | 75 a 79 | 0     |
| 4     | 70 a 74 | 0     |
| 4     | 65 a 69 | 8     |
| 4     | 60 a 64 | 4     |
| 12    | 55 a 59 | 0     |
| 4     | 50 a 54 | 4     |
| 4     | 45 a 49 | 8     |
| 0     | 40 a 44 | 0     |
| 8     | 35 a 39 | 8     |
| 4     | 30 a 34 | 8     |
| 16    | 25 a 29 | 8     |
| 4     | 20 a 24 | 4     |
| 0     | 15 a 19 | 0     |
| 8     | 10 a 14 | 4     |
| 8     | 5 a 9   | 8     |
| 8     | 0 a 4   | 0     |

## Economia
El 2007 la població en edat de treballar era de 102 persones, 74 eren actives i 28 eren inactives. De les 74 persones actives 65 estaven ocupades (31 homes i 34 dones) i 9 estaven aturades (6 homes i 3 dones). De les 28 persones inactives 14 estaven jubilades, 7 estaven estudiant i 7 estaven classificades com a «altres inactius».

### Ingressos
El 2009 a Thorigné-en-Charnie hi havia 70 unitats fiscals que integraven 181 persones, la mediana anual d'ingressos fiscals per persona era de 12.506 €.

### Activitats econòmiques
Dels 13 establiments que hi havia el 2007, 1 era d'una empresa alimentària, 1 d'una empresa de construcció, 3 d'empreses de comerç i reparació d'automòbils, 1 d'una empresa de transport, 3 d'empreses d'hostatgeria i restauració, 1 d'una empresa immobiliària, 2 d'entitats de l'administració pública i 1 d'una empresa classificada com a «altres activitats de serveis».
Dels 4 establiments de servei als particulars que hi havia el 2009, 1 era un taller de reparació d'automòbils i de material agrícola, 1 guixaire pintor i 2 restaurants.
L'únic establiment comercial que hi havia el 2009 era una botiga de roba.
L'any 2000 a Thorigné-en-Charnie hi havia 26 explotacions agrícoles que ocupaven un total de 1.394 hectàrees.

## Equipaments sanitaris i escolars
El 2009 hi havia una escola elemental integrada dins d'un grup escolar amb les comunes properes formant una escola dispersa.

## Poblacions més properes
El següent diagrama mostra les poblacions més properes.